# Jacob Tremblay

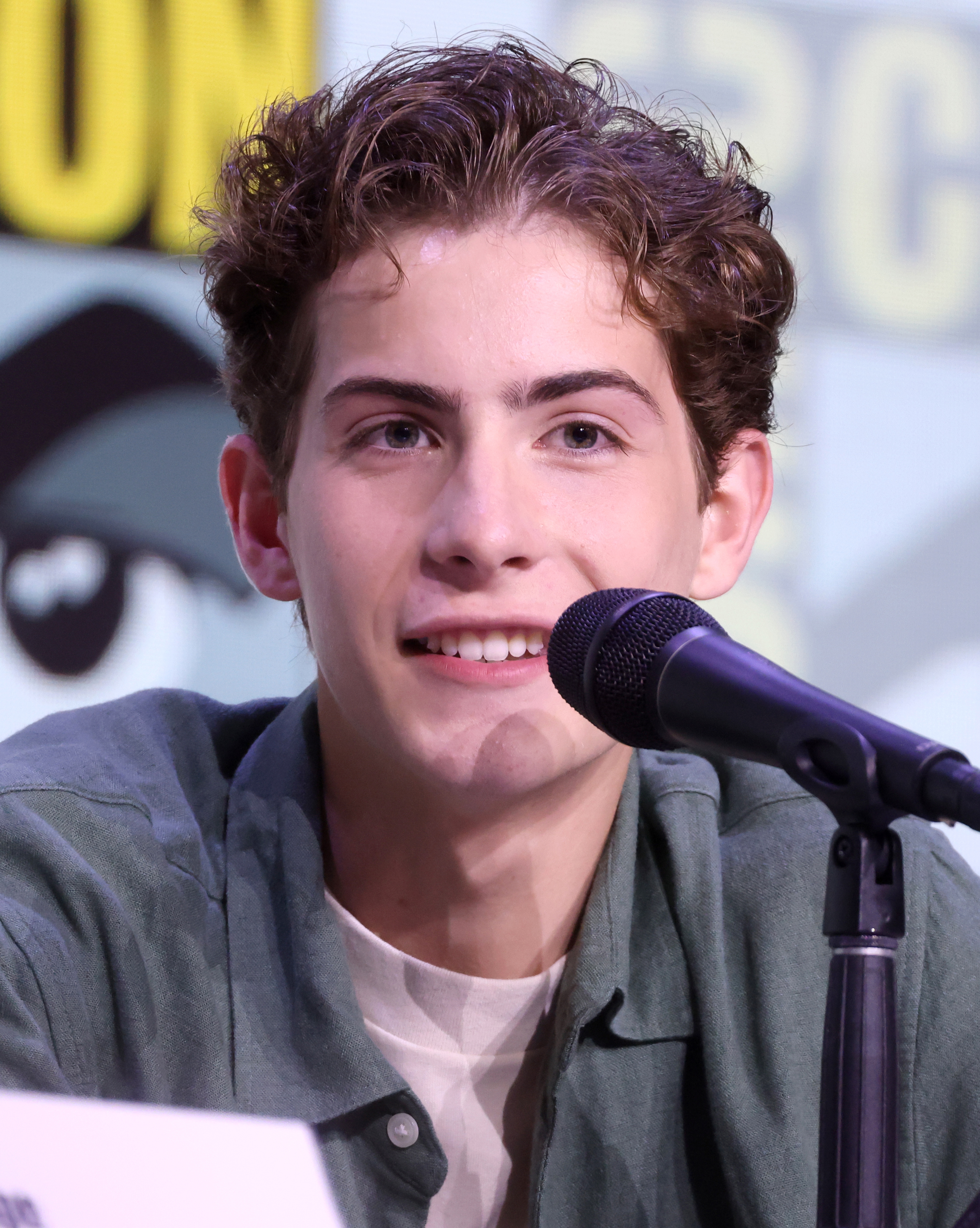
Jacob Tremblay (2025)

Jacob Tremblay (* 5. Oktober 2006) ist ein kanadischer Schauspieler.

## Leben
Tremblay wächst im kanadischen Vancouver auf. Er ist der Sohn eines Kriminalpolizisten. Seine Schwestern Emma Tremblay und Erica Tremblay sind ebenfalls schauspielerisch tätig.
Im Jahr 2013 trat er im Spielfilm Die Schlümpfe 2 in der Rolle des Blue Winslow auf. Danach folgten einige kleinere Rollen in Fernsehproduktionen und Kurzfilmen. 2015 übernahm er an der Seite von Brie Larson die Rolle des „Jack“ in Lenny Abrahamsons Thriller Raum, der Verfilmung von Emma Donoghues gleichnamigem Roman. Nach der Premiere des Films beim Telluride Film Festival wurde seine schauspielerische Leistung von den Kritikern einhellig gelobt. Er gewann für diese Rolle den Critics’ Choice Movie Award als Bester Jungdarsteller und wurde bei den Screen Actors Guild Awards 2016 als bisher jüngster Nominierter in der Kategorie Bester Nebendarsteller nominiert.
2016 war Tremblay im Horrorfilm Before I Wake zu sehen, 2017 spielte er in Colin Trevorrows Filmdrama The Book of Henry an der Seite von Naomi Watts und Jaeden Lieberher. Im gleichen Jahr übernahm er die Rolle des am Treacher-Collins-Syndrom leidenden August Pullman in Wunder, der auf Raquel J. Palacios gleichnamigem Roman basiert. Im Jahr 2019 folgte die Filmkomödie Good Boys, in der er neben Brady Noon und Keith L. Williams die Hauptrolle spielte. Im selben Jahr sprach er in einer Folge der Animationsserie Harley Quinn die Figur Damian Wayne alias Robin und war als Bradley Trevor in Doctor Sleeps Erwachen zu sehen.

## Filmografie (Auswahl)

### Filme
- 2013: Die Schlümpfe 2 (The Smurfs 2)
- 2014: My Mother’s Future Husband (Fernsehfilm)
- 2015: Raum (Room)
- 2016: Before I Wake
- 2016: In der Ferne zu Hause (Burn Your Maps)
- 2016: Donald Trump’s The Art of the Deal: The Movie
- 2016: Shut In
- 2017: The Book of Henry
- 2017: Wunder (Wonder)
- 2018: Predator – Upgrade (The Predator)
- 2018: The Death and Life of John F. Donovan
- 2019: Good Boys
- 2019: Doctor Sleeps Erwachen (Doctor Sleep)
- 2021: Luca (Stimme von Luca)
- 2021: Ciao Alberto (Stimme von Luca)
- 2022: Der Drache meines Vaters (My Father's Dragon, Stimme von Elmer Elevator)
- 2023: The Toxic Avenger
- 2023: Cold Copy
- 2023: Arielle, die Meerjungfrau (The Little Mermaid, Stimme von Fabius)
- 2024: The Life of Chuck
- 2025: Sovereign

### Fernsehserien
- 2015: The Last Man on Earth
- 2017–2019: Pete the Cat (Stimme, 16 Folgen)
- seit 2019: Harley Quinn (Fernsehserie, Stimme)

### Musikvideos
- 2020: Lonely (Justin Bieber und Benny Blanco)

## Auszeichnungen
Saturn Award
- 2022: Nominierung als Bester Nachwuchsschauspieler (Luca)